# Gambit północny
Gambit północny – debiut otwarty o kodzie ECO C21.
Jego wyjściowa pozycja powstaje po posunięciach
1.e4 e5 2.d4 exd4 3.c3 dxc3 4.Gc4 cxb2 5.Gxb2
Gambit ten został opracowany przez szachistów duńskich, stąd nazwa – jego głównym autorem był zaś Martin From, twórca znanego kontrgambitu: 1.f4 e5.
W szachowej literaturze nie ma jednoznaczności nazwy debiutu. Oprócz nazwy północny spotyka się również gambit duński, nordycki lub centralny (nazwa ta używana jest również w stosunku do gambitu środkowego).

## Wybrana literatura
- John Lutes (1992), Danish Gambit, Chess Enterprises, ISBN 0-945470-19-3